# قائمة شخصيات الهروب من السجن

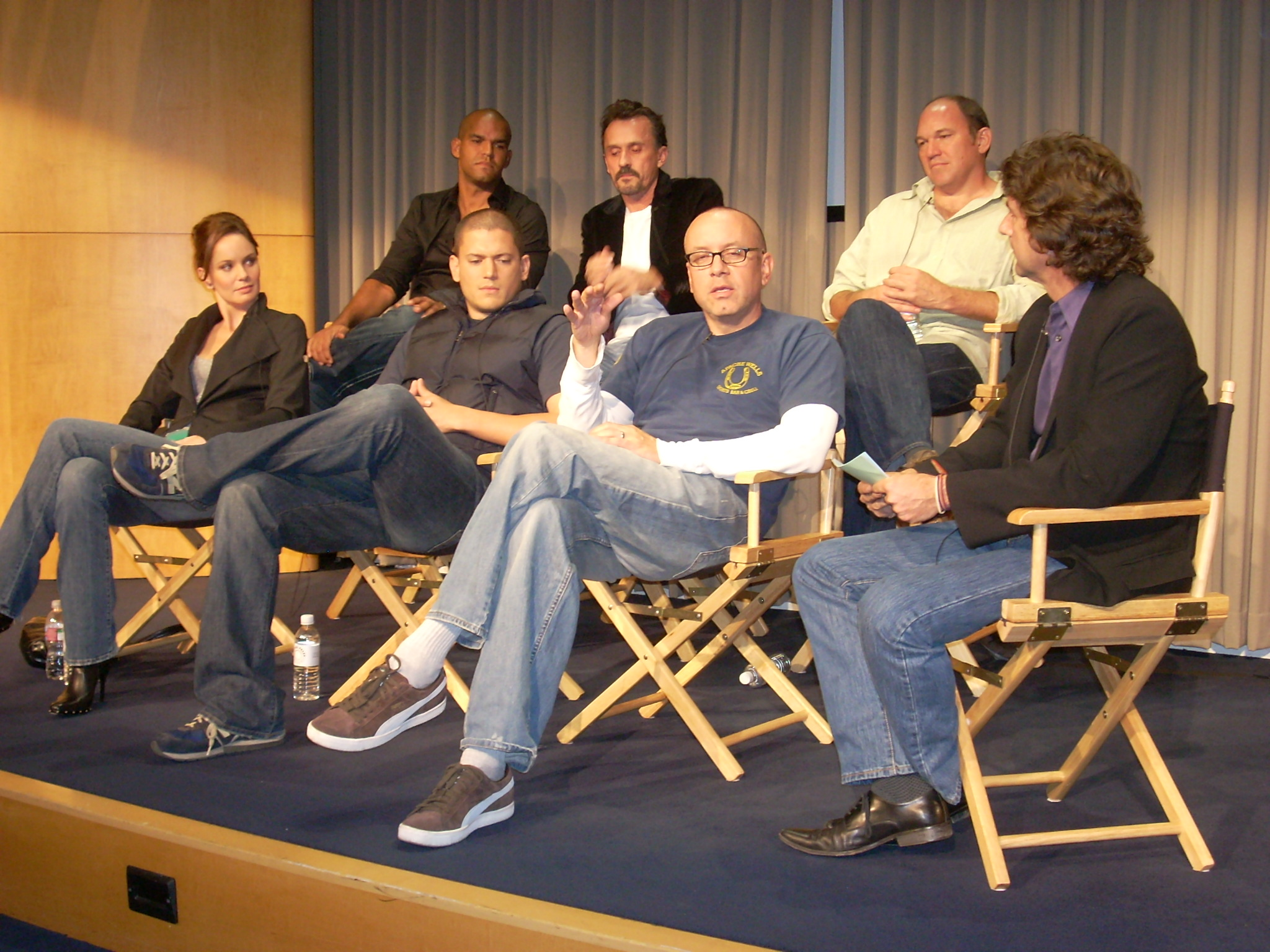

## ا
- ان (الموسم الثاني)
- ابروزي، جون (الموسم الأول + الموسم الثاني)
- ابولسكيس, ديفيد « توينر» (الموسم الأول + الموسم الثاني)
- افيلا، هيكتور (الموسم الأول + الموسم الثاني)
- ايف (الموسم الثاني)
- اونز، جانيت (الموسم الثاني)

## ب
- بالفور، سيباستيان (الموسم الأول)
- بالز-جونسون « افوكادو » (الموسم الأول + الموسم الثاني)
- باري، ليتيسا (الموسم الأول)
- باكويل، ثيودور « تي-باغ » (الموسم الأول + الموسم الثاني + الموسم الثالث)
- بيكي(الموسم الأول)
- بيلل ،ديبرا جين (الموسم الثاني)
- بيليك، براد (الموسم الأول + الموسم الثاني + الموسم الثالث)
- بينيت، بروس (الموسم الثاني)
- برينكر، سامنثا (الموسم الأول)
- بوروز، الدو (الموسم الأول + الموسم الثاني)
- بوروز، لينكون (الموسم الأول + الموسم الثاني + الموسم الثالث)
- بوروز، لينكون الابن« ل.ج» (الموسم الأول + الموسم الثاني + الموسم الثالث)

## ش
- شاكو (الموسم الثاني)

## ك
- كويوت (الموسم الثاني)
- كيليرمان، كريستين (الموسم الثاني)
- كيليرمان، باول (الموسم الأول + الموسم الثاني)
- كيم، بيل (الموسم الثاني)
- كوين (الموسم الأول)

## د
- ديلغادو، ماري كروز (الموسم الأول + الموسم الثاني)
- ديلغادو، تيريزا (الموسم الثاني)
- دينيس (الموسم الأول + الموسم الثاني)
- دونوفان، فيرونيكا (الموسم الأول + الموسم الثاني)

## ف
- فالزون، فيليبي (الموسم الأول)
- فيبوناتشي، اوتو (الموسم الأول)
- فيوريللو، غاس (الموسم الأول)
- فرانكلين، بينجامين ميلز« سي-نوت» (الموسم الأول + الموسم الثاني)
- فرانكلين، ديدي (الموسم الأول + الموسم الثاني)
- فرانكلين، كيسي (الموسم الأول + الموسم الثاني)
- فيليبس، جين (الموسم الثاني)
- فولك، نيكا (الموسم الأول + الموسم الثاني)

## غ
- غيري، روي (الموسم الأول + الموسم الثاني)
- غرين، كوبر (الموسم الثاني)
- غريغ، مارتي (الموسم الثاني)

## ه
- هال، اليسون (الموسم الأول)
- هال، دانيال (الموسم الأول)
- هوفنر، سيث (الموسم الأول)
- هولاندر، سوزان (الموسم الأول + الموسم الثاني) شخصية خيالية من مسلسل بريسون بريك, كانت صديقة تي-باغ السابقة.
- هادسون، روبرت (الموسم الأول)

## ل
- لانغ (الموسم الثاني)

## م
- ماهون، ألكساندر (الموسم الثاني + الموسم الثالث)
- ماهون، كاميرون (الموسم الثاني)
- ماهون، باميلا (الموسم الثاني)
- ميللز، ريتشارد (الموسم الأول)
- موراي، ساشا (الموسم الثاني)

## پ
- پاد مان (الموسم الثاني)
- تشارلز "هيواير" باتوشيك (الموسم الأول + الموسم الثاني + الموسم الثالث)
- پاترسون، لويس (الموسم الأول + الموسم الثاني)
- پافيلكا، اد (الموسم الثاني)
- پوپ، هنري (الموسم الأول + الموسم الثاني)

## ر
- رينولدز، كارولين (الموسم الأول + الموسم الثاني)
- ريكس، ليزا (الموسم الأول)
- ريزو (الموسم الأول)

## س
- سانشيز، مانتشي (الموسم الأول + الموسم الثاني)
- سافرين، نيك (الموسم الأول)
- سكوفيلد، مايكل (الموسم الأول + الموسم الثاني + الموسم الثالث)
- سيمونز، كراب (الموسم الأول)
- سكلار (الموسم الأول)
- سلاتري، كاثرين (الموسم الثاني)
- ستيدمان، تيرنس (الموسم الأول + الموسم الثاني)
- ستامل، اريك (الموسم الثاني)
- ستول، كيث (الموسم الأول + الموسم الثاني)
- سوكري، فيرناندو (الموسم الأول + الموسم الثاني + الموسم الثالث + الموسم الرابع + الموسم الخامس)
- سالينز، ريتشارد (الموسم الثاني)
- سويني، ديريك (الموسم الثاني)

## ت
- تانكريدي، فرانك (الموسم الأول + الموسم الثاني)
- تانكريدي، سارا(الموسم الأول + الموسم الثاني + الموسم الثالث)
- تروكي، كريستوفر (الموسم الأول)
- ترامبتز (الموسم الأول + الموسم الثاني)
- تورك (الموسم الأول)

## و
- ويلتش، كيتي (الموسم الأول + الموسم الثاني)
- ويستمورلاند، تشارلز (الموسم الأول)
- ويلر (الموسم الثاني)
- وودين، كايل« وودي» (الموسم الثاني)